# Ezdrás ötödik könyve
Az Ezdrás ötödik könyve (latinul: 5 Esdrae) ószövetségi apokrif írás, amely Ezdrás negyedik könyve latin fordításának elejére szokott betoldva lenni (1–2. fejezetként).
A 2 fejezetet tartalmazó írás csak latin nyelven ismeretes, de egy kis görög töredék alapján feltételezhető, hogy eredeti nyelve görög volt. Némelyek ókeresztény irodalmi alkotásnak tartják, amely prófétai modorban támadja a zsidó, majd a keresztény népet. Az írás törekszik a próféta szerzőségét igazolni, de a tudósok szerint érvei kirívó anakronizmusokat tartalmaznak. A mű messze távolodott Ezdrás negyedik könyvének valóságlátásától, és elsősorban az egyház belső problémái foglalkoztatják.